# Bathyraja smithii
Bathyraja smithii es una especie de pez de la familia de los Rajidae en el orden de los Rajiformes.

## Morfología
Los machos pueden llegar a alcanzar los 120 cm de longitud total.

## Alimentación
Come peces, calamares, pulpos, cangrejos y gambas.

## Reproducción
Es ovíparo y las hembras ponen huevos envueltos en una cápsula córnea.

## Hábitat
Es un pez de mar y de aguas profundas que vive entre 440-1020 m de profundidad.

## Distribución geográfica
Se encuentra en el Océano Atlántico suroriental: desde las costas centrales de Namibia hasta Sudáfrica. 

## Observaciones
Es inofensivo para los humanos. 